# Curinga
Curinga (calabrès Cùrnga) és un municipi italià, dins de la província de Catanzaro a Calàbria. L'any 2022 tenia 6.516 habitants.

## Geografia
El poble es troba a uns 380 metres sobre el nivell del mar, mirant cap a la plana de Sant'Eufemia i el mar Tirrè. El municipi s'estén per 52,53 km² i es degrada suaument d'est cap a oest, des dels vessants del Mont Contessa (881 msnm) fins a la plana costanera. Ofereix paisatges i característiques ambientals diverses: a les altes terres hi ha boscos de faigs, alzines, roures i avets. A la localitat de Vrisi es pot admirar el Gegant Gentil (Gigante Buono), un plàtan d'orient mil·lenari i un dels més grans d'Europa, mentre que el pi negre més gran d'Itàlia es troba una mica més avall, just a l'entrada del poble. Per aquest motiu, Curinga també és coneguda com "el país dels dos gegants".

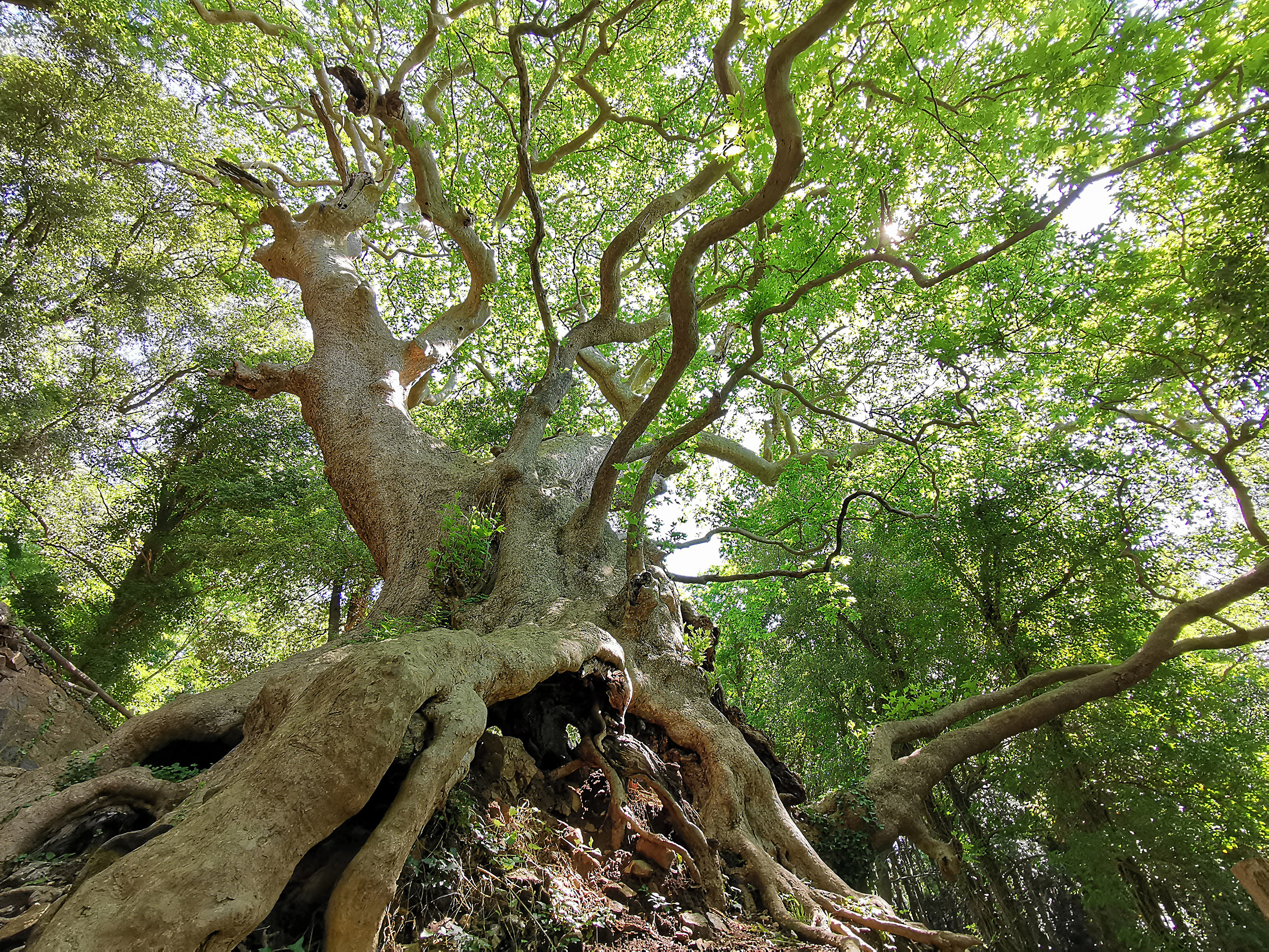
El "Gigante Buono", un plàtan d'orient mil·lenari

El litoral es caracteritza per cinc quilòmetres de platja lliure amb sorra de silici i dunes marines que alberguen colònies de vegetació psammòfila i una densa màquia mediterrània amb mirtals i ginebre. Darrere de la màquia s'estén una fèrtil plana rica en tarongers i oliveres que ocupa la meitat de la superfície municipal. Als peus de les muntanyes hi ha una antiga i enorme duna fòssil. El panorama de les terres altes es caracteritza gairebé exclusivament per oliveres centenàries i vinyes.
El territori és travessat d'est a oest pel torrent Turrina (també anomenat Mucato o Nocato) que desemboca al golf de Sant'Eufemia després de travessar la vall que es troba sota el poble i la plana. El clima és el típic de les regions mediterrànies amb temperatures suaus fins i tot a l'hivern.

## Demografia
| 1861 | 1871 | 1881 | 1901 | 1911 | 1921 | 1931 | 1951 | 1961 | 1971 | 1981 | 1991 | 2001 | 2011 |
| ---- | ---- | ---- | ---- | ---- | ---- | ---- | ---- | ---- | ---- | ---- | ---- | ---- | ---- |
| 3220 | 3164 | 3504 | 4349 | 4972 | 5004 | 5459 | 6605 | 6653 | 6180 | 6629 | 6824 | 6648 | 6708 |

### Població estrangera
L'1 de gener de 2016 Curinga va registrar una xifra de 392 de ciutadans estrangers, un 5,8% de la població del municipi. Les principals nacionalitats dels quals són:
- Bulgària: 181 (46,2% de la població estrangera)
- Romania: 100 (25,5%)
- Marroc: 41 (10,7%)
- Índia: 17 (4,3%)
- Ucraïna: 8 (2%)

## Administració
| Període                 | Identitat                   | Partit                                          |
| ----------------------- | --------------------------- | ----------------------------------------------- |
| 1995-2004 (dos governs) | Domenico Francesco Calvieri | llista electoral independent                    |
| 2004-2009               | Antonio Ferraro             | llista electoral independent                    |
| 2009-2012               | Domenico Maria Pallaria     | llista electoral independent                    |
| 2012-2013               | commissari extraordinari    | commissari extraordinari                        |
| 2013-2018               | Domenico Maria Pallaria     | llista electoral independent (Curinga adesso)   |
| 2018-2023               | Vincenzo Serrao             | llista electoral independent (Insieme possiamo) |
| 2023-                   | Elio Carmelo Pallaria       | llista electoral independent (Impegno comune)   |

## Ciutats agermanades
- Betlem, Palestina: des del 26 de gener de 2014 juntament amb els altres municipi que formen l'Unione Monte Contessa (Unió Monte Contessa; Maida, San Pietro a Maida, Cortale i Jacurso).[3]